# Périgueux
Périgueux là tỉnh lỵ của tỉnh Dordogne, thuộc vùng Nouvelle-Aquitaine của nước Pháp, có dân số là 30.193 người (thời điểm 1999).

## Khí hậu
| Dữ liệu khí hậu của Périgueux           | Dữ liệu khí hậu của Périgueux | Dữ liệu khí hậu của Périgueux | Dữ liệu khí hậu của Périgueux | Dữ liệu khí hậu của Périgueux | Dữ liệu khí hậu của Périgueux | Dữ liệu khí hậu của Périgueux | Dữ liệu khí hậu của Périgueux | Dữ liệu khí hậu của Périgueux | Dữ liệu khí hậu của Périgueux | Dữ liệu khí hậu của Périgueux | Dữ liệu khí hậu của Périgueux | Dữ liệu khí hậu của Périgueux | Dữ liệu khí hậu của Périgueux |
| Tháng                                   | 1                             | 2                             | 3                             | 4                             | 5                             | 6                             | 7                             | 8                             | 9                             | 10                            | 11                            | 12                            | Năm                           |
| --------------------------------------- | ----------------------------- | ----------------------------- | ----------------------------- | ----------------------------- | ----------------------------- | ----------------------------- | ----------------------------- | ----------------------------- | ----------------------------- | ----------------------------- | ----------------------------- | ----------------------------- | ----------------------------- |
| Cao kỉ lục °C (°F)                      | 18.5 (65.3)                   | 23.1 (73.6)                   | 27.6 (81.7)                   | 29.3 (84.7)                   | 32.0 (89.6)                   | 38.1 (100.6)                  | 38.0 (100.4)                  | 40.0 (104.0)                  | 36.1 (97.0)                   | 31.1 (88.0)                   | 23.9 (75.0)                   | 19.1 (66.4)                   | 40.0 (104.0)                  |
| Trung bình ngày tối đa °C (°F)          | 8.9 (48.0)                    | 10.4 (50.7)                   | 14.4 (57.9)                   | 16.9 (62.4)                   | 20.8 (69.4)                   | 24.0 (75.2)                   | 27.0 (80.6)                   | 27.2 (81.0)                   | 24.0 (75.2)                   | 18.8 (65.8)                   | 12.9 (55.2)                   | 9.7 (49.5)                    | 17.7 (63.9)                   |
| Trung bình ngày °C (°F)                 | 5.1 (41.2)                    | 5.9 (42.6)                    | 8.9 (48.0)                    | 11.2 (52.2)                   | 15.0 (59.0)                   | 18.1 (64.6)                   | 20.6 (69.1)                   | 20.5 (68.9)                   | 17.4 (63.3)                   | 13.6 (56.5)                   | 8.7 (47.7)                    | 5.6 (42.1)                    | 12.4 (54.3)                   |
| Tối thiểu trung bình ngày °C (°F)       | 1.1 (34.0)                    | 1.4 (34.5)                    | 3.4 (38.1)                    | 5.5 (41.9)                    | 9.2 (48.6)                    | 12.2 (54.0)                   | 14.3 (57.7)                   | 13.8 (56.8)                   | 10.7 (51.3)                   | 8.3 (46.9)                    | 4.5 (40.1)                    | 1.6 (34.9)                    | 7.0 (44.6)                    |
| Thấp kỉ lục °C (°F)                     | −17.5 (0.5)                   | −13.7 (7.3)                   | −15.1 (4.8)                   | −5.0 (23.0)                   | −2.0 (28.4)                   | 1.0 (33.8)                    | 5.0 (41.0)                    | 1.8 (35.2)                    | 0.0 (32.0)                    | −3.3 (26.1)                   | −9.2 (15.4)                   | −12.0 (10.4)                  | −17.5 (0.5)                   |
| Lượng Giáng thủy trung bình mm (inches) | 83.9 (3.30)                   | 65.3 (2.57)                   | 70.4 (2.77)                   | 81.1 (3.19)                   | 81.2 (3.20)                   | 73.8 (2.91)                   | 71.4 (2.81)                   | 65.3 (2.57)                   | 53.9 (2.12)                   | 74.3 (2.93)                   | 81.0 (3.19)                   | 68.9 (2.71)                   | 874.9 (34.44)                 |
| Số ngày giáng thủy trung bình           | 12.4                          | 10.6                          | 11.1                          | 10.6                          | 11.2                          | 9.3                           | 6.4                           | 6.0                           | 6.5                           | 9.5                           | 11.7                          | 10.5                          | 115.8                         |
| Nguồn 1: Météo Climat                   |                               |                               |                               |                               |                               |                               |                               |                               |                               |                               |                               |                               |                               |
| Nguồn 2: Météo Climat                   |                               |                               |                               |                               |                               |                               |                               |                               |                               |                               |                               |                               |                               |

## Các thành phố kết nghĩa
- Amberg (Đức)[3]

## Những người con của thành phố
- Léon Bloy, nhà văn
- Jean Frédéric Frenet, nhà toán học, nhà thiên văn học và là nhà khí tượng học